# Estación de Grenchen Süd
La estación de Grenchen Süd es una estación ferroviaria de la comuna suiza de Grenchen, en el Cantón de Soleura.

## Historia y situación
La estación de Grenchen Süd fue inaugurada en el año 1857 con la puesta en servicio del tramo Soleura - Biel/Bienne de la línea Olten - Lausana, también conocida como la línea del pie del Jura.
Se encuentra ubicada en el sur del núcleo urbano de Grenchen. Cuenta con dos andenes, uno central y otro lateral a los que acceden tres vías pasantes, a las que hay que sumar varias vías toperas. En la comuna existe otra estación ferroviaria, Grenchen Nord, perteneciente a la línea Basilea-SBB - Biel/Bienne, también conocida como la línea del Jura.
En términos ferroviarios, la estación se sitúa en la línea Olten - Lausana, que prosigue hacia Ginebra y la frontera francosuiza, conocida como la línea del pie del Jura. Sus dependencias ferroviarias colaterales son la estación de Bettlach hacia Olten y la estación de Lengnau en dirección Lausana.

## Servicios ferroviarios
Los servicios ferroviarios de esta estación están prestados por SBB-CFF-FFS:

### Larga distancia
- ICN San Galo - Gossau - Wil - Winterthur - Zúrich-Aeropuerto - Zúrich - Aarau - Olten - Soleura - Grenchen Süd - Biel/Bienne - Neuchâtel - Yverdon-les-Bains - Lausana. Solo efectúan parada algunos trenes a primera hora de la mañana o por la noche.
- IR Biel/Bienne - Grenchen Süd - Soleura - Oensingen - Olten - Zúrich - Zúrich-Aeropuerto - Winterthur - Frauenfeld - Weinfelden - Kreuzlingen - Constanza. Trenes cada hora por dirección.

### Regional
- R Biel/Bienne - Soleura - Olten. Cuenta con trenes cada hora hacia Olten, a los que hay que sumar trenes cada hora entre Biel/Bienne y Soleura los días laborables, resultando una frecuencia en el tramo Biel/Bienne - Soleura de un tren cada media hora por sentido.